# 經濟部標準檢驗局
經濟部標準檢驗局（簡稱標準局、標檢局、BSMI），前身為1930年成立的「全國度量衡局」，是中華民國（台灣）之國家最高檢驗機關，負責中華民國國家標準、度量衡和商品檢驗等工作。

## 沿革
- 1911年中華民國成立後，在《工商部行政綱要》中明定，全國各重要口岸設立商品檢驗局。
- 1915年1月7日，北洋政府公布《權度法》。
- 1929年春，國民政府工商部設立上海商品檢驗局。2月16日，國民政府制定公布《度量衡法》。1930年1月1日，《度量衡法》施行。
- 1930年4月10日，工商部公布《商品檢驗暫行條例》。10月，「全國度量衡局」成立，隸屬實業部，掌理全國度量衡統一事宜，首任局長吳承洛。
- 1931年，實業部設立「工業標準委員會」。
- 1932年，工業標準委員會併入度量衡局，隔年恢復設置。國民政府公布《商品檢驗法》及《實業部商品檢驗局組織條例》，於廣州、天津、漢口、大連相繼設立商品檢驗局。
- 1944年5月29日，國民政府公布施行《專利法》。
- 1945年中華民國接管臺灣後，台灣省行政長官公署將台灣日治時期之肥料、植物、米穀、罐頭、茶葉等檢驗機構合併成立「臺灣省農林廳檢驗局」。
- 1946年9月24日，國民政府公布施行《標準法》。
- 1947年，公布《經濟部中央標準局組織條例》，度量衡局及工業標準委員會合併成立「經濟部中央標準局」。
- 1959年，臺灣省政府將「農林廳檢驗局」與「建設廳工業試驗所」合併成立「臺灣省檢驗局」，經濟部並授權統一執行商品檢驗與動植物檢疫。
- 1967年7月1日，台灣省檢驗局改隸經濟部，更名為「經濟部商品檢驗局」。
- 1986年，動植物檢疫業務移交行政院農業委員會。
- 1987年5月5日，經濟部中央標準局委託工業技術研究院籌建之度量衡國家標準實驗室正式啟用。
- 1988年《度量衡器製造及修理業之檢校設備標準》及《經濟部中央標準局度量衡器型式認證審查委員會設置要點》公布。
- 1999年1月26日，經濟部中央標準局的標準、度量衡業務移撥至經濟部商品檢驗局，並改制為「經濟部標準檢驗局」；原經濟部中央標準局的商標、專利業務與內政部著作權委員會的著作權等相關業務，合併成立經濟部智慧財產局。
- 2023年5月16日，立法院三讀通過《經濟部標準檢驗局組織法草案》。6月7日，制定公布經濟部標準檢驗局組織法[1] 9月26日組織部分調整。

## 組織

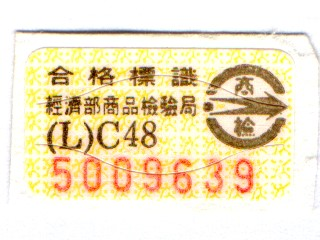
經濟部商品檢驗局商品檢驗標識

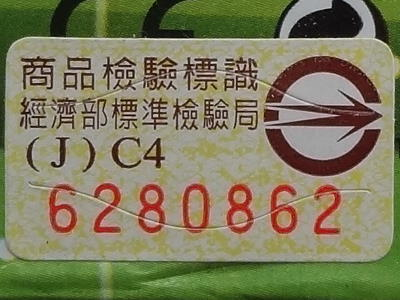
經濟部標準檢驗局商品檢驗標識

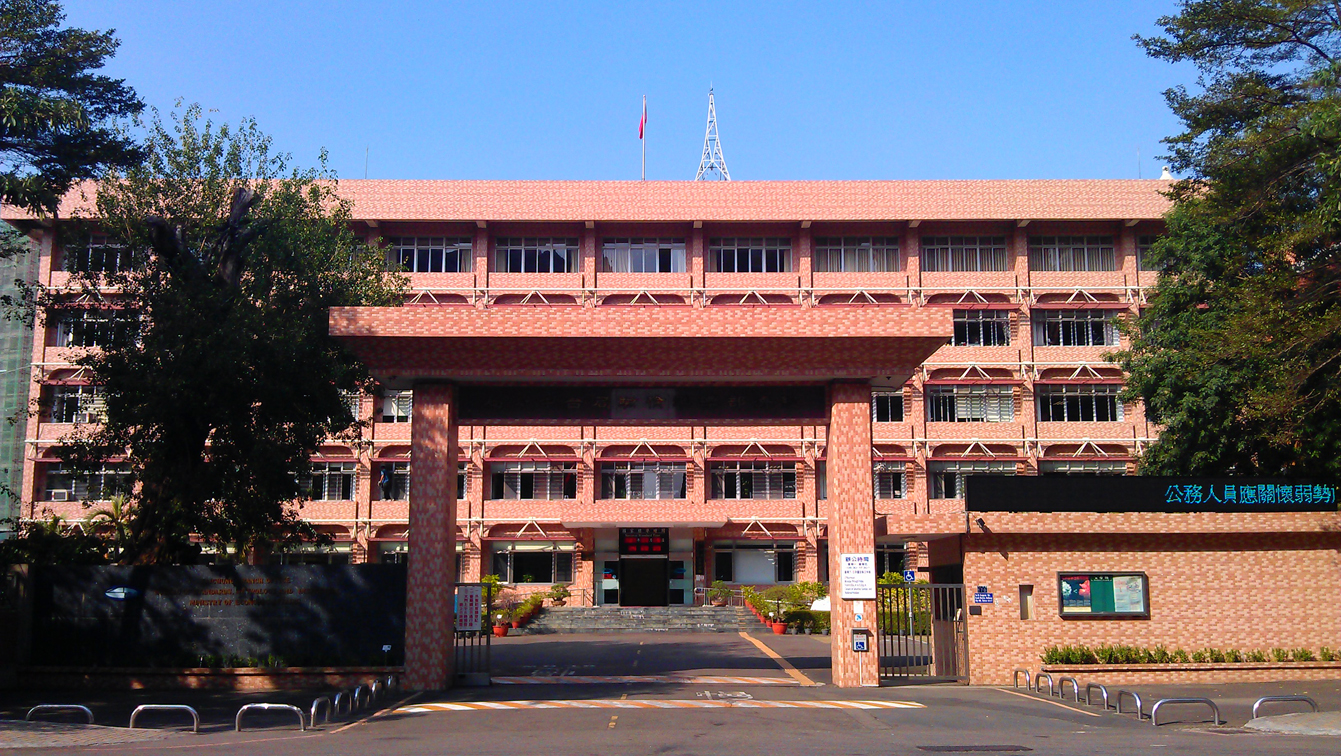
經濟部標準檢驗局台中分局

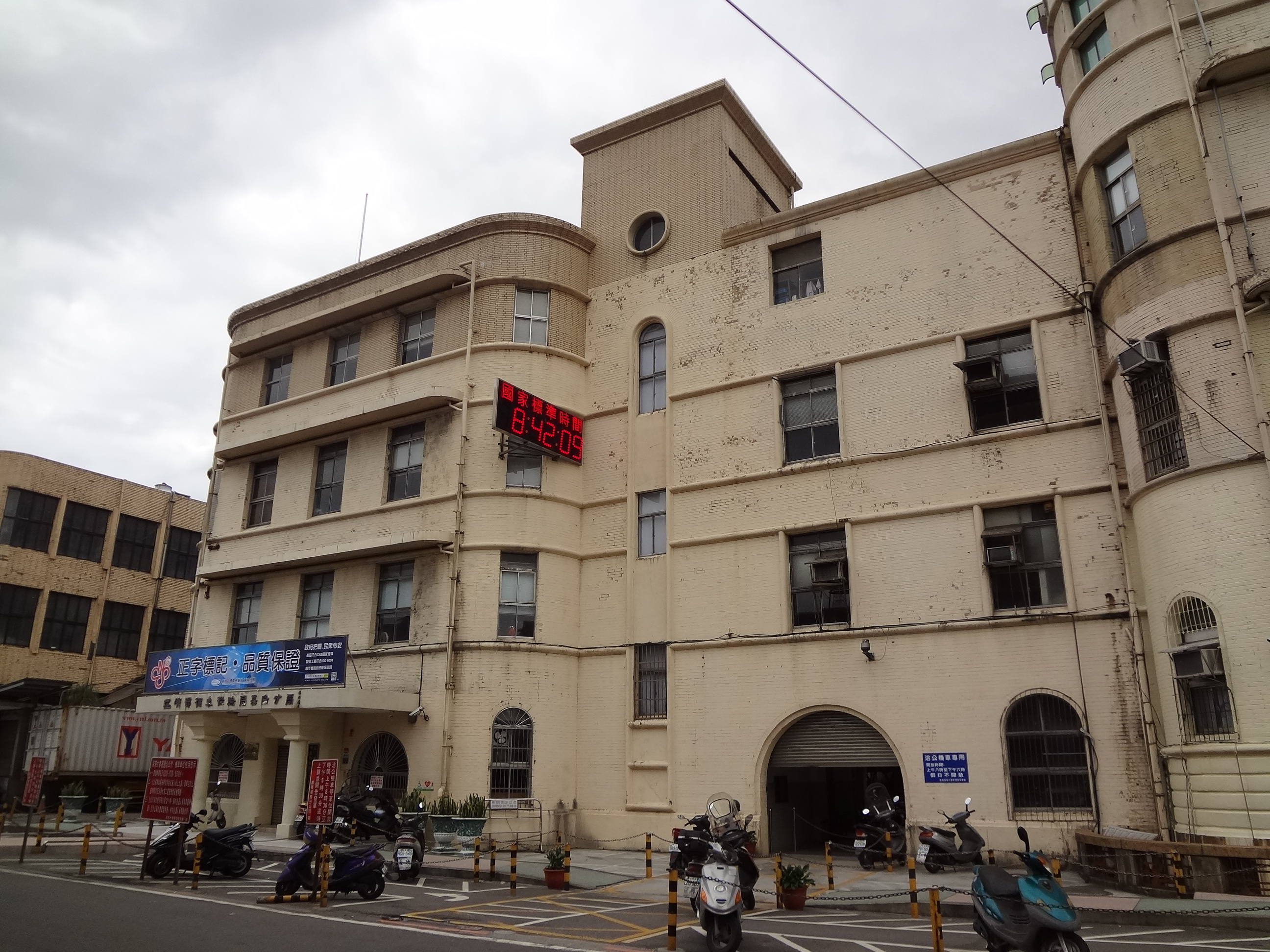
經濟部標準檢驗局基隆分局

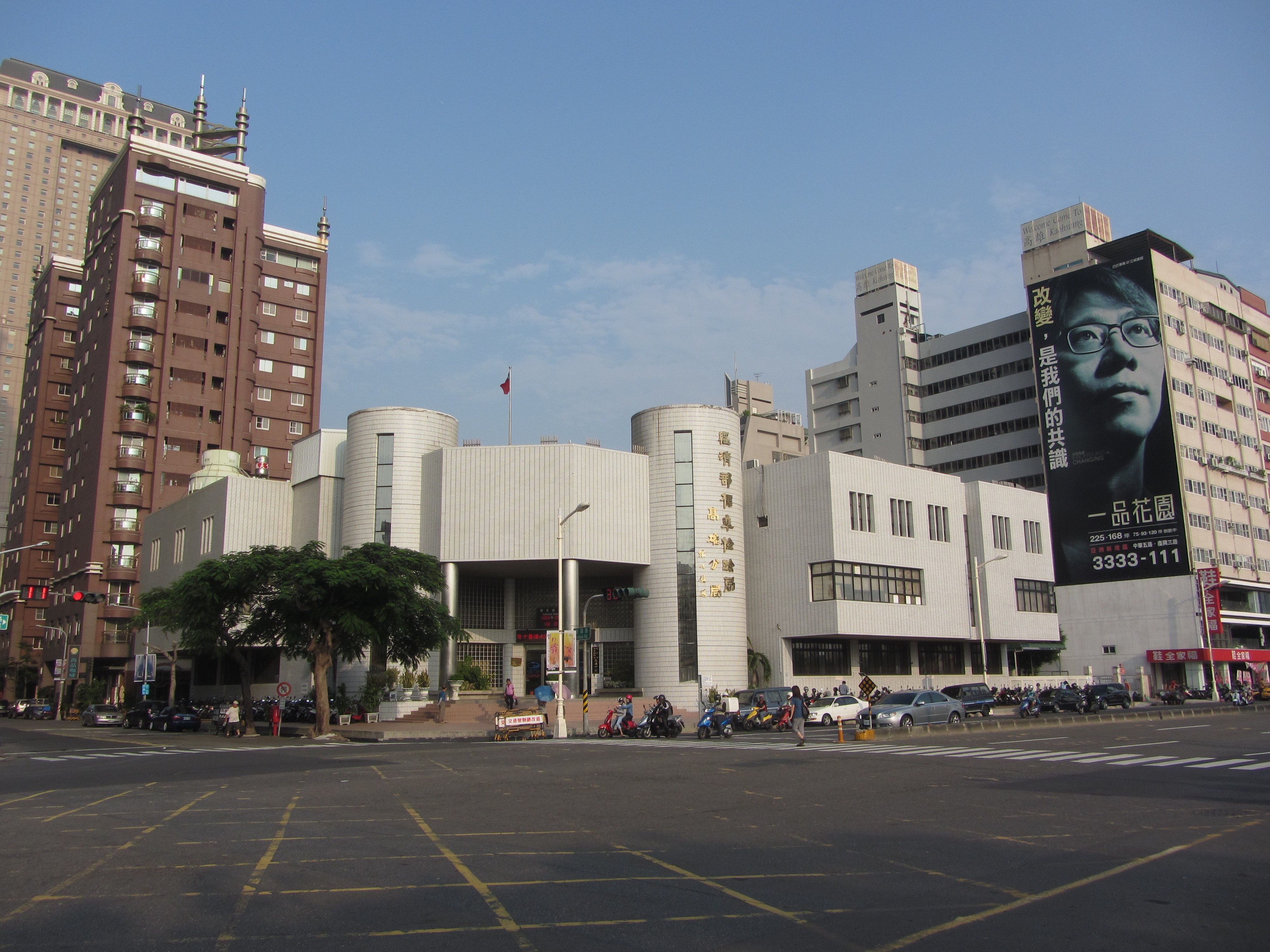
經濟部標準檢驗局高雄分局

- 局長
  - 副局長（2人）
    - 主任秘書

局內單位
- 秘書室
  - 文書科
  - 事務科
  - 公關科
- 人事室
  - 組編任免科
  - 考訓退撫科
- 主計室
  - 預算科
  - 會計科
  - 統計科
- 政風室
  - 廉政業務科
- 資訊室
  - 資通服務科
- 法務室

- 標準組
  - 標準推行科
  - 電資標準科
  - 機械標準科
  - 材料標準科
  - 民生標準科
- 綜合企劃組
  - 綜合規劃科
  - 市場監督科
  - 驗證管理科
  - 國際事務科
  - 消費者保護科
- 檢驗行政組
  - 檢驗管理科
  - 民生商品科
  - 化工商品科
  - 機械商品科
  - 電機商品科
  - 資電商品科
- 檢驗技術組
  - 化性技術科
  - 物性技術科
  - 電氣技術科
  - 電資技術科
  - 綠能技術科
  - 技術服務科
- 度量衡行政組
  - 行政管理科
  - 技術規範科
  - 度量衡規劃科
- 度量衡技術組
  - 檢定服務科
  - 檢定技術科
  - 檢查技術科

所屬機構
- 基隆分局

- 業務單位
  - 度量衡科
  - 電資產品科
  - 機械產品科
  - 化工產品科
  - 報驗發證科
  - 市場監督科

- 輔助單位
  - 秘書室
  - 人事室
  - 主計室
  - 政風室

- 辦事處
  - 五堵辦事處
  - 蘇澳辦事處
  - 馬祖辦事處

- 新竹分局

- 業務單位
  - 度量衡科
  - 電資產品科
  - 機械產品科
  - 化工產品科
  - 報驗發證科
  - 市場監督科

- 輔助單位
  - 秘書室
  - 人事室
  - 主計室
  - 政風室

- 辦事處
  - 桃園辦事處
  - 台灣桃園國際機場辦事處
- 臺中分局

- 業務單位
  - 度量衡科
  - 電資產品科
  - 機械產品科
  - 化工產品科
  - 報驗發證科
  - 市場監督科

- 輔助單位
  - 秘書室
  - 人事室
  - 主計室
  - 政風室

- 辦事處
  - 員林辦事處
  - 台中港口辦事處
- 臺南分局

- 業務單位
  - 度量衡科
  - 電資產品科
  - 機械產品科
  - 化工產品科
  - 報驗發證科
  - 市場監督科

- 輔助單位
  - 秘書室
  - 人事室
  - 主計室
  - 政風室

- 辦事處
  - 斗六辦事處
  - 嘉義辦事處
- 高雄分局

- 業務單位
  - 度量衡科
  - 電資產品科
  - 機械產品科
  - 化工產品科
  - 報驗發證科
  - 市場監督科

- 輔助單位
  - 秘書室
  - 人事室
  - 主計室
  - 政風室

- 辦事處
- 澎湖辦事處
- 金門辦事處
- 花蓮分局

- 業務單位
  - 度量衡科
  - 電資產品科
  - 機械產品科
  - 化工產品科
  - 報驗發證科
  - 市場監督科

- 輔助單位
  - 秘書室
  - 人事室
  - 主計室
  - 政風室

- 辦事處
  - 台東辦事處

## 地址
| 基隆分局 | 基隆市仁愛區港西街8號  | 02-24231151   |
| 新竹分局 | 新竹市民族路109巷14號  | 03-5427011    |
| 臺中分局 | 台中市南區工學路70號   | 04-22612161   |
| 臺南分局 | 台南市北門路1段179號   | 06-2264101    |
| 高雄分局 | 高雄市苓雅區海邊路50號 | 07-2511151    |
| 花蓮分局 | 花蓮縣花蓮市海岸路19號 | 03-822-1121~3 |

## 負責業務
- 國家標準（參見中華民國國家標準）
- 度量衡
- 商品檢驗業務
- 管理系統驗證

## 外部連結
- （繁體中文）（英文）經濟部標準檢驗局 （页面存档备份，存于）

1. ↑  .   [2023-06-07]. （原始内容存档于2023-06-07）.